# 17032 Edlu
17032 Edlu (1999 FM9) là một tiểu hành tinh vành đai chính được phát hiện ngày 22 tháng 3 năm 1999 bởi Lowell Observatory Near-Earth Object Search ở Trạm Anderson Mesa.